# Jean Marion de Beaulieu
Jean Marion, baron de Beaulieu, né le 18 juin 1783 à Nantes et mort le 18 octobre 1864 au Pallet, est un général français.

## Biographie
Jean Marion de Beaulieu est le fils de René-Joseph Marion de Procé, avocat au parlement de Bretagne, sénéchal, échevin et président du tribunal civil de Nantes, et de Marie Secrétain, et le cousin germain de Pierre-Martin Marion de Procé, il épouse Marie de Cazenove, puis Malcy Law de Lauriston (nièce du maréchal de Lauriston),.
Il est élève à l'École polytechnique en 1798, puis à l'École d'application de l'artillerie et du génie à Metz en 1802.
Lieutenant en 1803, il sert en Italie en 1806 et passe capitaine en 1807. Il prend part à la campagne contre l'Autriche avec l'Armée d'Italie et passe à l'État-major du Génie en 1809.
Il passe à l'armée d'Espagne en 1810 et sert en Aragon et Catalogne. Il y est blessé au combat de Motrosa, puis devant Tarragone.
Chef de bataillon en 1811, il passe à l'État-major du génie de la Grande Armée lors de la campagne de Russie. Il est nommé commandant supérieur du génie à Spandau, puis commandant du génie du 11e corps d'armée de la Grande Armée  en 1813. Il est blessé d'un coup de feu à la main à Pegau.
Promu major le 28 septembre 1813, il se distingue lors de la campagne de France et est blessé d'un coup de feu à la tête à Nogent-sur-Seine le 12 février 1814.
Colonel le 18 février 1814, il est envoyé en Italie sous la première Restauration pour la remise de la place d'Alexandrie. Il est nommé à la commission de démarcation des frontières du Nord.
Chef d'état-major du 4e corps d'armée, il est de nouveau blessé d'un coup de feu à la tête à la bataille de Wavre.
Louis XVIII le crée baron héréditaire, sur sa terre de l'île Beaulieu à Nantes, par lettres patentes du 11 juillet 1820.
Membre de la commission de démarcation des frontières de l'Est, il est nommé directeur des fortifications à Nantes en 1827 et est promu maréchal de camp, puis général de division.
Membre du Comité des fortifications en 1839, il est nommé inspecteur général des arrondissements du génie.
Il acquiert le château de la Claverie à Sucé-sur-Erdre en 1858.